# Ferdinand Loy
Ferdinand Loy SVD (chiń. 盧裴德; ur. 17 stycznia 1892 w Hüls, zm. 23 czerwca 1969 w Steyl) – niemiecki duchowny rzymskokatolicki, werbista, misjonarz, superior i prefekt apostolski Sinciangu.

## Biografia
1913 złożył pierwsze śluby zakonne i w 1920 śluby wieczyste. 14 listopada 1920 przyjął święcenia prezbiteriatu i został kapłanem Zgromadzenia Słowa Bożego.
20 listopada 1931 papież Pius XI mianował go superiorem misji „sui iuris” Sinciangu. 21 maja 1938, gdy misja „sui iuris” została prefekturą apostolską, o. Loy został jej prefektem apostolskim.
Po zwycięstwie komunistów w chińskiej wojnie domowej w 1949, wydalony z Chin. Prefektem apostolskim Sinciangu de iure pozostał do śmierci 23 czerwca 1969.